# Vicariato apostólico de la Patagonia Septentrional
El vicariato apostólico de la Patagonia Septentrional (en latín: Vicariatus Apostolicus Patagoniae Septentrionalis) fue una circunscripción eclesiástica de la Iglesia católica en Argentina. Se trataba de un vicariato apostólico latino, inmediatamente sujeto a la Santa Sede. Fue suprimido el 15 de febrero de 1897, aunque se mantuvo de hecho hasta el 9 de mayo de 1911.

## Territorio y organización
El vicariato apostólico extendía su jurisdicción sobre los fieles católicos de rito latino residentes en el territorio entre el océano Atlántico al este, la cordillera de los Andes al oeste, los pueblos llamados pampas al norte y la Patagonia central al sur. El Orbis terrarum Catholicus publicado por Oscar Werner en 1890 precisa que su límite sur era el río Chubut y el norte el río Colorado. De acuerdo con esta última precisión, el vicariato apostólico comprendía la totalidad de las actuales provincias de Río Negro y de Neuquén, la parte norte de la provincia del Chubut y el partido de Patagones en la provincia de Buenos Aires. Excepto este último partido, los demás territorios eran parte de la gobernación de la Patagonia hasta el 16 de octubre de 1884, cuando se crearon los territorios nacionales de Río Negro, Neuquén y Chubut. En 1896 también se confió la misión de la Pampa central (actual provincia de La Pampa) a los salesianos del vicariato apostólico de la Patagonia Septentrional, un vasto territorio hasta entonces inexplorado de más de 143 000 km² habitado por unos 25 000 católicos.
La sede del vicariato apostólico se encontraba en la ciudad de Viedma, en donde se halla la iglesia de Nuestra Señora de las Mercedes, que era la iglesia principal del vicariato apostólico y hoy es la catedral de la diócesis de Viedma. En esta iglesia en 1964 fueron enterrados los restos del obispo Juan Cagliero, trasladados desde Italia.
En 1901 en el vicariato apostólico existían 13 parroquias y 9 estaciones misioneras principales y 45 filiales.

## Historia

### Antecedentes
Los misioneros de la congregación salesiana llegaron a Argentina en 1875 con el mandato de su fundador, san Juan Bosco, de evangelizar la Patagonia. En esa época la Patagonia era una vasta región desierta que Argentina y Chile disputaban basándose en sus herencias coloniales de España, pero que estaba escasamente habitada por pueblos indígenas indómitos y que las potencias europeas solían considerar terra nullius. El norte de la Patagonia fue conquistado por el Ejército Argentino en la campaña denominada Conquista del Desierto entre 1878 y 1883, aunque en el área occidental de Chubut la campaña se extendió hasta fines de 1884. La soberanía sobre la Patagonia fue resuelta en medio de la campaña por medio del Tratado de 1881 entre Argentina y Chile, mientras que en 1883 Chile finalizó la Ocupación de la Araucanía. Una vez derrotados los pueblos indígenas, el Estado argentino comenzó la ocupación efectiva del espacio patagónico y el 11 de octubre de 1878 fue creada la gobernación de la Patagonia con Mercedes de Patagones como su capital (población que hasta ese momento era la parte sur de Carmen de Patagones) y con jurisdicción proclamada desde las fronteras con las provincias al norte, hasta el cabo de Hornos al sur. La jurisdicción eclesiástica sobre la Patagonia no estaba definida y fue asumida por la arquidiócesis de Buenos Aires por el lado argentino y por la diócesis de Ancud por el lado chileno, a medida que la ocupación se hacía efectiva.
En 1879 Julio Argentino Roca llevó adelante la campaña militar hacia el río Negro, viajando con el ejército el sacerdote salesiano Santiago Costamagna y el clérigo Luis Botta. Fue el primer grupo de salesianos que tomó contacto con la Patagonia a fin de explorar las posibilidades de crear establecimientos misionales allí. En 1879 los misioneros lazaristas abandonaron la parroquia de Nuestra Señora del Carmen de Carmen de Patagones, por lo que en agosto de 1879 el arzobispo de Buenos Aires, León Federico Aneiros, propuso a Juan Bosco que creara una casa en Carmen de Patagones o en la vecina Mercedes de Patagones (población renombrada Viedma el 4 de julio de 1879), para ser la cabecera de la misión patagónica. La parroquia extendía su jurisdicción por el valle inferior del río Negro hasta la isla de Choele Choel. Una vez aceptado el ofrecimiento, el 20 de enero de 1880 llegó a Carmen de Patagones el padre José Fagnano como párroco, acompañado por miembros de la rama femenina salesiana, el Instituto de las Hijas de María Auxiliadora. El 24 de abril de 1880 fue erigida la parroquia de Nuestra Señora de las Mercedes de Viedma, separada de la de Carmen de Patagones, y que fue confiada al salesiano Domingo Milanesio desde el 12 de noviembre de 1880. El 30 de agosto de 1881 se unió a estos misioneros el padre José María Beauvoir.
En 1880 Juan Bosco inició gestiones ante el papa León XIII para erigir un vicariato apostólico y una prefectura apostólica en la Patagonia, estando de acuerdo el papa en la necesidad de crear un seminario en Europa para proveer de sacerdotes a la misión y de erigir un vicariato apostólico en las colonias del río Negro. El proyecto misionero de Juan Bosco en la Pampa y la Patagonia debía comenzar por «introducirse poco a poco en el desierto de la Patagonia y ganar aquellas tribus abriendo escuelas para sus niños y recogerlos en hospicios y orfanatos» De esa forma pensaba lograr el objetivo de «contraer relaciones con sus padres por medios de los hijos para que los salvajes se convirtieran por medio de los mismos salvajes». El resultado final debía ser lograr vocaciones sacerdotales entre los indígenas. El proyecto comenzó a aplicarse en Carmen de Patagones «con los niños huérfanos indígenas a quienes se les enseña un oficio y música instrumental». Entre otras ideas Juan Bosco pensó en establecer una colonia de italianos para facilitar la evangelización de las regiones australes, en áreas que creía no pertenecían a ningún país.

### Vicariato apostólico
El proyecto de Juan Bosco encontró oposición en el Gobierno argentino (que sostenía el Patronato nacional en Argentina) y en la arquidiócesis de Buenos Aires, razón por la cual Juan Bosco prescindió de ellos y buscó concretarlo directamente a través de la curia romana y lograr así una misión «libre y sin ataduras». El 16 de noviembre de 1883 la Congregación de Propaganda Fide erigió mediante el breve Ad fovendam del papa León XIII el vicariato apostólico de la Patagonia Septentrional.

Ad futuram rei memoriam. Ad fovendam vel magis et provehendam sacram missionem Patagoniae, cuius curam laboresque iam pridem Sodales Congregationis Salesianae susceperunt, postulatum est a dilecto filio Joanne Bosco memoratae Congregationis Auctore et Antistite Summo, ut in Septentrionale Patagoniae regione Vicariatus Apostolicus erigatur. De sacrarum missionum bono et Incremento ex officio Supremi Apostolatus, quo in Scelesia Dei fungimur, Nos vehementer solliciti Veneralibus Fratribus Nostris S. R. E. Cardinalibus Catholicae propagandae Fidei praepositis huiusce rei examen commisimus. Itaque pensatis hac de re omnibus accurateque consideratis de eorundem Venerabilium Fratrum Nostrorum consilio huiusmodi postulato annuendum existimavimus. Nos igitur Apostolica auctoritate Nostra harum litterarum vi in Septentrionali supradictae regionis parte Vicariatum Apostolicum erigimus atque erectum declaramus, ea lege ut in ipso comprehendatur etiam pars centralis Patagoniae, quae nondum explorata est. Huiusce autem Vicariatus Apostolici Patagoniae Septentrionalis limites esse volumus ad Orientem mare Atlanticum, ad Occidentem Montes, qui vulgare nomine Les Cordiglieres appellantur, ad Austrum populos, qui dicuntur Pampas, ad meridiem Patagoniam centralem, Haec volumus atque decer nimus in contrarium facientibus quamvis speciali atque individua mentione ac derogatione dignis non obstantibus quibuscumque. Datum Romae apud S. Pctrum suo Arsnulo Piscatoris die XVI Novembris MDCCCLXXXIII. Pontificatus Nostri Anno sexto.

El mismo día también erigió la prefectura apostólica de la Patagonia Meridional. Estas dos circunscripciones representan la primera misión ad gentes de la sociedad de san Juan Bosco.
Juan Bosco continuó las gestiones para que Cagliero fuera consagrado obispo, lo cual logró el 20 de octubre de 1884, cuando sin el consentimiento del Gobierno argentino fue consagrado obispo titular de Magydus y vicario apostólico.

### Conflicto con el Gobierno argentino
La Santa Sede no comunicó al Gobierno argentino la erección de las nuevas circunscripciones y consideró a la Patagonia como una tierra de misión nullius dioecesis, es decir, exenta de la jurisdicción de un obispo local (la arquidiócesis de Buenos Aires y la diócesis chilena de Ancud, sin embargo, pretendían entender su jurisdicción sobre ella). En esos momentos las relaciones entre ambas partes estaban en un estado álgido a causa de las leyes laicas del gobierno de Julio Argentino Roca y el 14 de octubre de 1884 el delegado apostólico en Argentina, Luigi Matera, fue expulsado del país provocando una ruptura de relaciones que duró hasta 1900. Cagliero fue considerado un obispo extranjero, por lo que optó por mostrarse como un obispo misionero, visitador de las casas salesianas y encargado de los misioneros de la Patagonia bajo la autoridad del arzobispo de Buenos Aires y el 9 de julio de 1885 llegó a Carmen de Patagones inaugurando en secreto el vicariato apostólico.
El 25 de noviembre de 1887 el Congreso argentino sancionó una ley creando las nuevas diócesis de La Plata, Santa Fe y Tucumán y pidió a la Santa Sede su concreción. Las negociaciones llevadas adelante permitieron un acuerdo de compromiso por los derechos adquiridos por los salesianos, por el cual, sin reconocerlos el Gobierno, el vicariato apostólico y la parte argentina de la prefectura apostólica seguirían de forma efectiva e independiente a cargo de la congregación salesiana, pero bajo jurisdicción de la arquidiócesis de Buenos Aires y de otras diócesis lindantes. Destrabada la situación, el 15 de febrero de 1897 mediante la bula In Petri Cathedra, el papa León XIII erigió las diócesis de La Plata, Santa Fe y Tucumán. En vano también los salesianos intentaron que se reconocieran las dos circunscripciones dependientes de sus misioneros.
La bula de erección de las nuevas diócesis fue reconocida por el Gobierno por decreto de 28 de mayo de 1897, de tal forma que la arquidiócesis de Buenos Aires recibió los territorios nacionales de la Patagonia y la diócesis de San Juan de Cuyo el del Neuquén. Sin embargo, el reconocimiento de los derechos adquiridos por los misioneros salesianos en la Patagonia fue expresado en el decreto como: «sin prejuicio de que continúe, por ahora, el Vicariato apostólico de Patagones y la Prefectura apostólica de Tierra del Fuego, hasta tanto que los Prelados estén en condiciones de poder enviar miembros del clero diocesano para el cuidado espiritual de aquellas vastas regiones». De esta forma, el vicariato apostólico fue suprimido de iure, pero conservado de hecho y los salesianos se aseguraron su exclusividad misional en la Patagonia. Luego de estos acuerdos las relaciones con la Santa Sede fueron reanudadas y el 24 de abril de 1900 fue designado el internuncio apostólico arzobispo Antonio Sabatucci, elevándose así la delegación apostólica a internunciatura apostólica.

His novis erectionibus decretis et respective cum sua novamque dioecesi ac territorio constitutis, ita novae circumscriptionis ecclesiasticae ratio et status in Republica Argentina modo scriptionem enicitur, ut nempe Archiepiscopalis sedes Bonearensis ex camdennit, civitate principe de Buenos-Aires cum suo foederali districtu ex insula, vulgo de Matin Garcia actu efformetur, additis insuper territoriis nationalibus, vulgo del Rio Negro et Chubut nec non Santa Cruz, ac terra, vulgo del Fuego, et demum insula de los Estados.

De hecho, en la misma bula, toda la Patagonia argentina y la parte argentina de Tierra del Fuego fueron asignadas a la jurisdicción de los metropolitanos de Buenos Aires, territorios de iure así quitados a los salesianos, y que habían sido adjudicados a Buenos Aires a cambio de la pérdida que le representaba la erección de la diócesis de La Plata. De esta forma, el vicariato apostólico fue suprimido tácitamente por la Santa Sede e ignorado por el Gobierno argentino, sin embargo, se llegó a un acuerdo según el cual, «mientras el arzobispo no tuviese sacerdotes para enviar a los territorios nacionales del sur, el vicariato apostólico y la prefectura apostólica continuarían en manos de los salesianos». El acuerdo dejaba el vicariato apostólico bajo el gobierno efectivo e independiente de la congregación salesiana, pero dentro de la jurisdicción nominal de la arquidiócesis de Buenos Aires.
Sin renunciar nunca al cargo de vicario apostólico, Juan Cagliero regresó definitivamente a Italia en julio de 1904, confiando la misión a dos provicarios, Esteban Pagliere y Bernardo Vacchina.
Luego de nuevas negociaciones, el 9 de mayo de 1911 se decidió erigir 7 vicarías foráneas para los salesianos: 4 dependientes de la arquidiócesis de Buenos Aires (Río Negro, Chubut, Santa Cruz, Tierra del Fuego), 2 de La Plata (Patagones, La Pampa) y una de San Juan (Neuquén). De esta forma el vicariato apostólico desapareció, pero los salesianos continuaron con su misión patagónica. El 20 de abril de 1934 mediante la bula Nobilis Argentinae nationis del papa Pío XI, fue erigida la diócesis de Viedma con el territorio patagónico de la arquidiócesis de Buenos Aires.

## Estadísticas
En 1901 el vicariato apostólico contaba con aproximadamente 90 000 fieles.

## Episcopologio

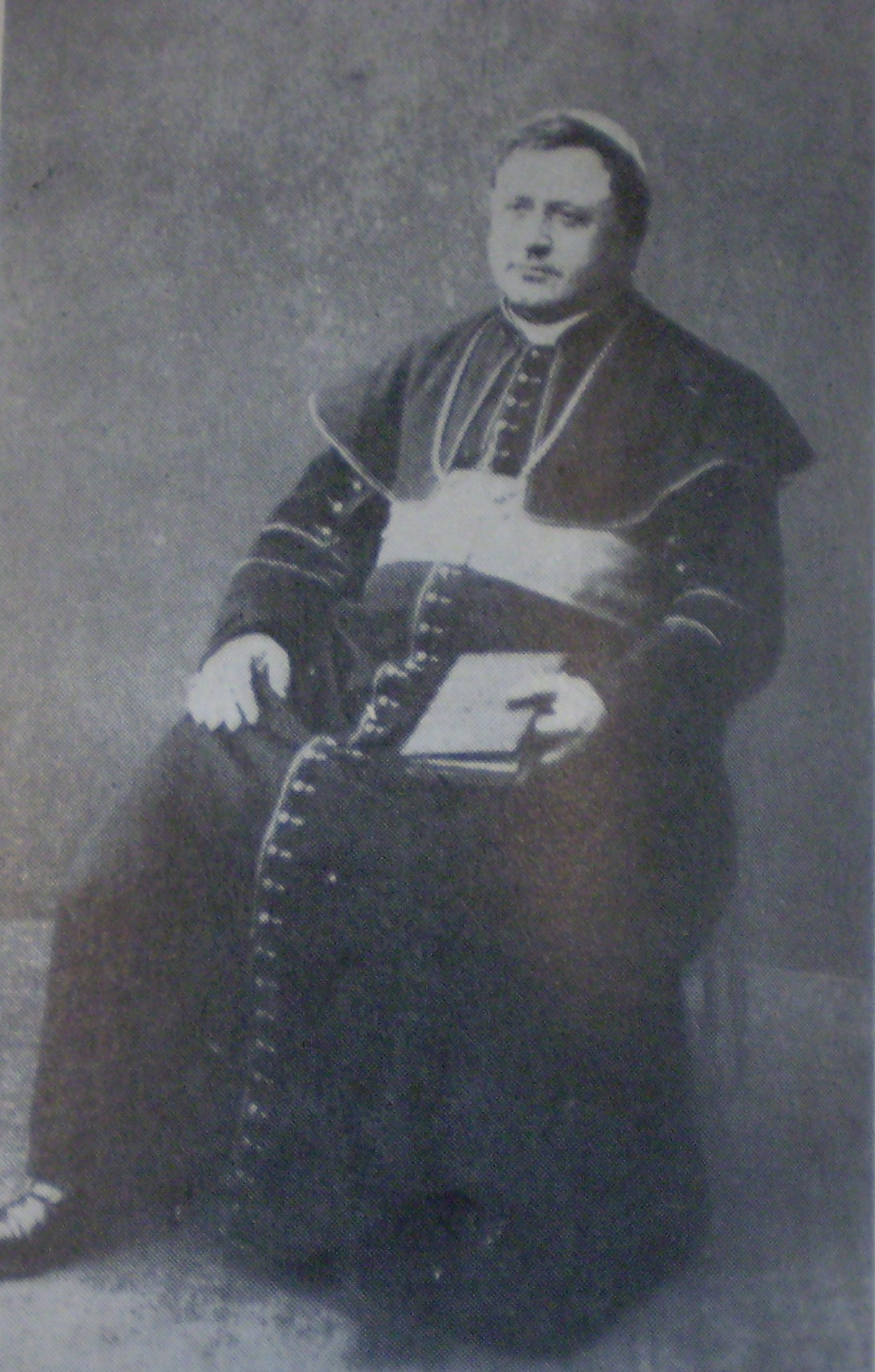
Giovanni Cagliero, vicario apostólico

- Giovanni Cagliero, S.D.B. † (20 de noviembre de 1883-1909 cesado)[nota 1]